# Paraprotomocerus allardi
Paraprotomocerus allardi – gatunek chrząszcza z rodziny kózkowatych i podrodziny zgrzypikowych. Jedyny przedstawiciel rodzaju Paraprotomocerus.

## Zasięg występowania
Afryka; notowany w Zambii.